# باب کروگر
باب کروگر (به انگلیسی: Bob Krueger)؛ زادهٔ ۱۹ سپتامبر ۱۹۳۵ – ۳۰ آوریل ۲۰۲۲) سناتور سابق عضو حزب دموکرات ایالات متحده آمریکا بود. وی در سال ۱۹۹۳ میلادی سناتور ایالت تگزاس در سنای ایالات متحده آمریکا بود.